# Liješnje, Podgorica
Liješnje este un sat din municipiul Podgorica, Muntenegru. Conform datelor de la recensământul din 2003, localitatea are 116 locuitori (la recensământul din 1991 erau 99 de locuitori).

## Demografie
În satul Liješnje locuiesc 89 de persoane adulte, iar vârsta medie a populației este de 41,1 de ani (40,3 la bărbați și 41,9 la femei). În localitate sunt 37 de gospodării, iar numărul mediu de membri în gospodărie este de 3,14.
Populația localității este foarte eterogenă.
|  |

| Demografie | Demografie | Demografie |
| An         | Locuitori  | Locuitori  |
| ---------- | ---------- | ---------- |
|            |            |            |
|            |            |            |
|            |            |            |
|            |            |            |
| 1948       | 177        |            |
| 1953       | 190        |            |
| 1961       | 184        |            |
| 1971       | 145        |            |
| 1981       | 112        |            |
| 1991       | 99         | 99         |
| 2003       | 118        | 116        |

| \| Componența etnică conform recensământului din 2003[2] \| Componența etnică conform recensământului din 2003[2] \| Componența etnică conform recensământului din 2003[2] \| Componența etnică conform recensământului din 2003[2] \| Componența etnică conform recensământului din 2003[2] \| \| ----------------------------------------------------- \| ----------------------------------------------------- \| ----------------------------------------------------- \| ----------------------------------------------------- \| ----------------------------------------------------- \| \| \| \| \| \| \| \| Muntenegreni \| Muntenegreni \| \| 56 \| 48,27% \| \| Sârbi \| Sârbi \| \| 47 \| 40,51% \| \| necunoscută \| necunoscută \| \| 1 \| 0,86% \| |              |  |    |        |
| Componența etnică conform recensământului din 2003 |              |  |    |        |
| |              |  |    |        |
| Muntenegreni | Muntenegreni |  | 56 | 48,27% |
| Sârbi | Sârbi        |  | 47 | 40,51% |
| necunoscută | necunoscută  |  | 1  | 0,86%  |